# 허강시
허강시(학강시, 중국어 간체:鹤岗市, 정체:鶴崗市, 병음:Hègāng shì)는 중화인민공화국 헤이룽장성에 위치한 지급시이다. 도시 산업의 중심은 탄광이다.

## 역사
허강 일대는 주대에는 숙신, 한위대에는 읍루의 거주지이며, 당대에는 발해에 의해 흑수도독부가 설치되었고 요대에는 여진 5국부에, 금대에는 호리개로, 원대에는 수달달로, 명대에는 누르칸도사, 청초에는 호란부도의 관할지였다.
1906년에 탕원현이 설치되면서 학강 지구는 탕원현의 관할이 되었다. 1908년에 학강현을 설치하려 했지만 인구가 희박해 취소되었다. 그러나 1914년에 석탄이 발견되면서 급격하게 인구가 증가했고, 1926년에는 탄광에서 연강구（蓮江口）까지 철도가 개통하면서 도시화가 진행되어, 광산진으로 불리게 되었다. 1929년 3월, 중화민국은 싱산 현을 설치했다.
만주국이 건국되면서 1938년에 싱산 진은 싱산 가로 개칭되었고 1944년 1월에 허강 가로 개편되었다.
전후 싱산 진이었지만, 1945년 12월 20일에 허장 성 정부는 싱산 진을 시로 승격시켰고, 1949년 11월 24일에 허강 시로 개칭하였다.

## 기후
| 허강시의 기후                                                 | 허강시의 기후 | 허강시의 기후 | 허강시의 기후 | 허강시의 기후 | 허강시의 기후 | 허강시의 기후 | 허강시의 기후 | 허강시의 기후 | 허강시의 기후 | 허강시의 기후 | 허강시의 기후 | 허강시의 기후 | 허강시의 기후 |
| 월                                                            | 1월           | 2월           | 3월           | 4월           | 5월           | 6월           | 7월           | 8월           | 9월           | 10월          | 11월          | 12월          | 연간          |
| ------------------------------------------------------------- | ------------- | ------------- | ------------- | ------------- | ------------- | ------------- | ------------- | ------------- | ------------- | ------------- | ------------- | ------------- | ------------- |
| 역대 최고 기온 °C (°F)                                        | 1.5 (34.7)    | 7.7 (45.9)    | 19.0 (66.2)   | 29.4 (84.9)   | 33.5 (92.3)   | 36.8 (98.2)   | 37.7 (99.9)   | 34.9 (94.8)   | 31.8 (89.2)   | 25.8 (78.4)   | 14.3 (57.7)   | 4.8 (40.6)    | 37.7 (99.9)   |
| 일평균 최고 기온 °C (°F)                                      | −11.8 (10.8)  | −6.9 (19.6)   | 1.0 (33.8)    | 11.5 (52.7)   | 19.4 (66.9)   | 23.9 (75.0)   | 26.6 (79.9)   | 25.0 (77.0)   | 19.9 (67.8)   | 10.6 (51.1)   | −2.1 (28.2)   | −11.2 (11.8)  | 8.8 (47.9)    |
| 일일 평균 기온 °C (°F)                                        | −16.9 (1.6)   | −12.6 (9.3)   | −4.3 (24.3)   | 5.8 (42.4)    | 13.6 (56.5)   | 18.7 (65.7)   | 21.9 (71.4)   | 20.2 (68.4)   | 14.2 (57.6)   | 5.3 (41.5)    | −6.8 (19.8)   | −15.7 (3.7)   | 3.6 (38.5)    |
| 일평균 최저 기온 °C (°F)                                      | −21.1 (−6.0)  | −17.8 (0.0)   | −9.7 (14.5)   | 0.1 (32.2)    | 7.7 (45.9)    | 13.8 (56.8)   | 17.6 (63.7)   | 16.0 (60.8)   | 9.1 (48.4)    | 0.4 (32.7)    | −10.8 (12.6)  | −19.5 (−3.1)  | −1.2 (29.9)   |
| 역대 최저 기온 °C (°F)                                        | −38.5 (−37.3) | −32.6 (−26.7) | −26.1 (−15.0) | −13.0 (8.6)   | −4.5 (23.9)   | 5.0 (41.0)    | 10.1 (50.2)   | 7.1 (44.8)    | −2.4 (27.7)   | −15.7 (3.7)   | −26.5 (−15.7) | −32.7 (−26.9) | −38.5 (−37.3) |
| 평균 강수량 mm (인치)                                         | 4.7 (0.19)    | 5.5 (0.22)    | 15.5 (0.61)   | 28.3 (1.11)   | 68.2 (2.69)   | 118.3 (4.66)  | 152.6 (6.01)  | 154.8 (6.09)  | 70.5 (2.78)   | 31.7 (1.25)   | 13.6 (0.54)   | 9.1 (0.36)    | 672.8 (26.51) |
| 평균 강수일수 (≥ 0.1 mm)                                      | 5.1           | 4.1           | 5.7           | 7.6           | 11.8          | 14.5          | 15.1          | 15.0          | 11.1          | 6.9           | 5.6           | 6.6           | 109.1         |
| 평균 강설일수                                                 | 8.1           | 6.3           | 8.9           | 4.7           | 0.2           | 0             | 0             | 0             | 0             | 2.9           | 8.2           | 9.8           | 49.1          |
| 평균 상대 습도 (%)                                            | 63            | 57            | 52            | 50            | 56            | 71            | 77            | 78            | 69            | 58            | 60            | 65            | 63            |
| 평균 월간 일조시간                                            | 172.6         | 200.5         | 237.4         | 215.8         | 219.3         | 197.2         | 194.2         | 196.1         | 209.3         | 189.7         | 154.4         | 145.6         | 2,332.1       |
| 가능 일조율                                                   | 62            | 69            | 64            | 53            | 47            | 42            | 41            | 45            | 56            | 57            | 56            | 56            | 54            |
| 출처: 중국기상국 (평년값: 1991년~2020년, 극값: 1971년~2010년) |               |               |               |               |               |               |               |               |               |               |               |               |               |

## 경제
동북3성 동부 지역의 경제벨트 건설 13개의 시 중 하나이다.
2006년 관광 총 수입의 성장속도가 57.6%이다. 지하자원으로 탄전이 있으며, 문화자원으로 허강박물관이 있다. 허강박물관은 1998년 10월에 정식으로 창립하여 대외적으로 전시회를 전개하여서 오늘에 이르러서는 성공적으로 전시가 진행되는데 많은 부분에서 주제가 명확하고 내용이 건전한 전람으로 20-30만정도의 사회 인사를 접대하였다. 박물관 내부에는 총 14명의 인원이 있으며 건물의 면적은 2000평방미터에 달하고 현재 4개의 부분으로 전시가 되어있다.

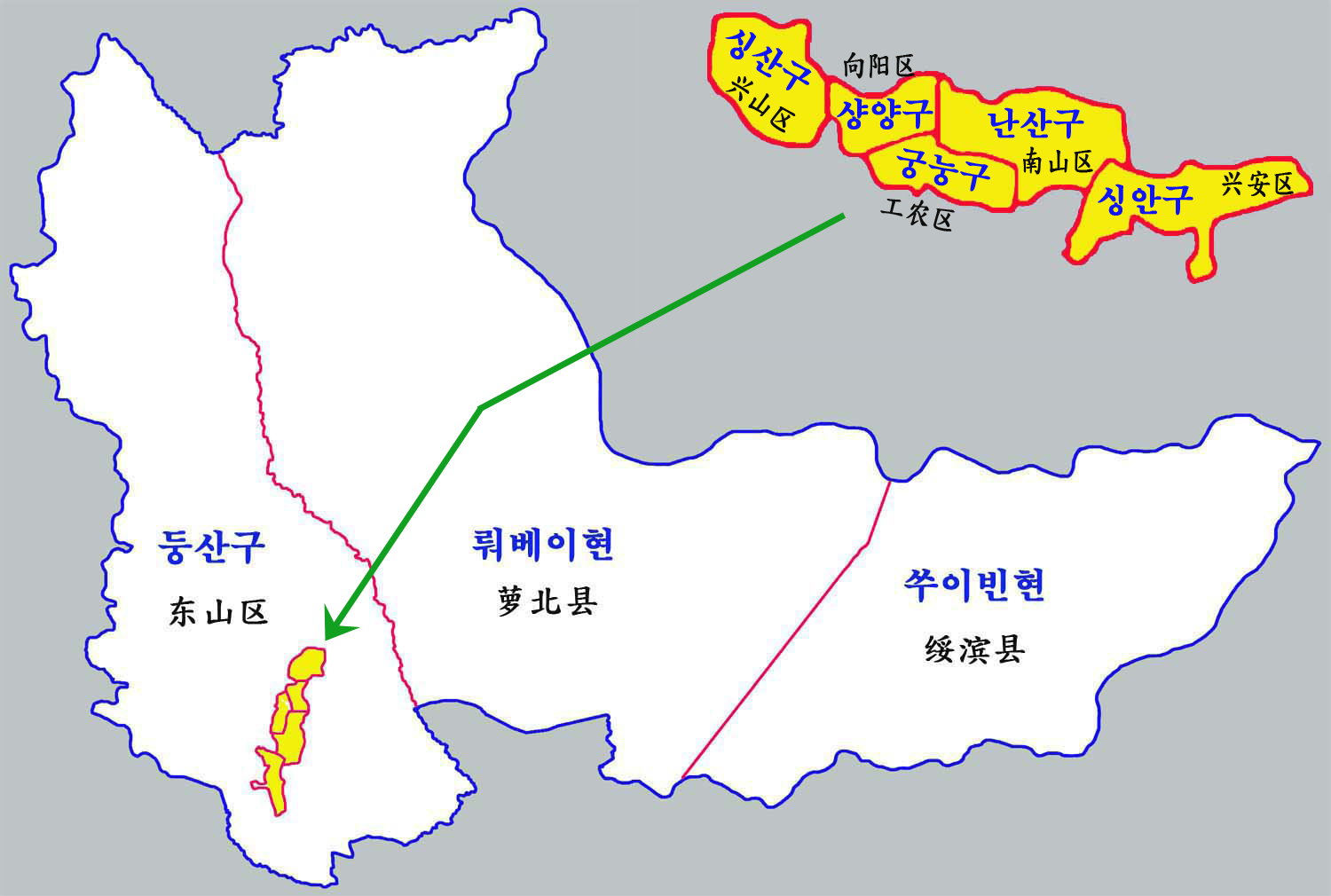
허강 시 현급구역

## 행정 구역
아래로 6개의 시할구와 2개의 현이 설치되어 있다.
시할구
- 샹양 구(向阳区)
- 궁눙 구(工农区)
- 난산 구(南山区)
- 싱안 구(兴安区)
- 둥산 구(东山区)
- 싱산 구(兴山区)

현
- 뤄베이 현(萝北县)
- 쑤이빈 현(绥滨县)

## 민족
| 민족이름                 | 한족    | 만주족 | 조선족 | 후이족 | 몽골족 | 좡족 | 시버족 | 투자족 | 다우르족 | 먀오족 | 기타 민족 |
| ------------------------ | ------- | ------ | ------ | ------ | ------ | ---- | ------ | ------ | -------- | ------ | --------- |
| 인구 수                  | 868,269 | 10,273 | 6,194  | 4,647  | 1,086  | 115  | 114    | 83     | 76       | 73     | 341       |
| 인구비율(%)              | 97.42   | 1.15   | 0.69   | 0.52   | 0.12   | 0.01 | 0.01   | 0.01   | 0.01     | 0.01   | 0.04      |
| 소수민족 인구 중 비율(%) | －      | 44.66  | 26.93  | 20.20  | 4.72   | 0.50 | 0.50   | 0.36   | 0.33     | 0.32   | 1.48      |